# Сёмаки (Шепетовский район)
Сёмаки (укр. Сьомаки) — село в Шепетовском районе Хмельницкой области Украины.
Население по переписи 2001 года составляло 466 человек. Почтовый индекс — 30081. Телефонный код — 3842. Занимает площадь 2,18 км². Код КОАТУУ — 6823986901.

## Местная власть
30053, Хмельницкая обл., Шепетовский р-н, с. Берездов